# Mosquée Djouma-Djami

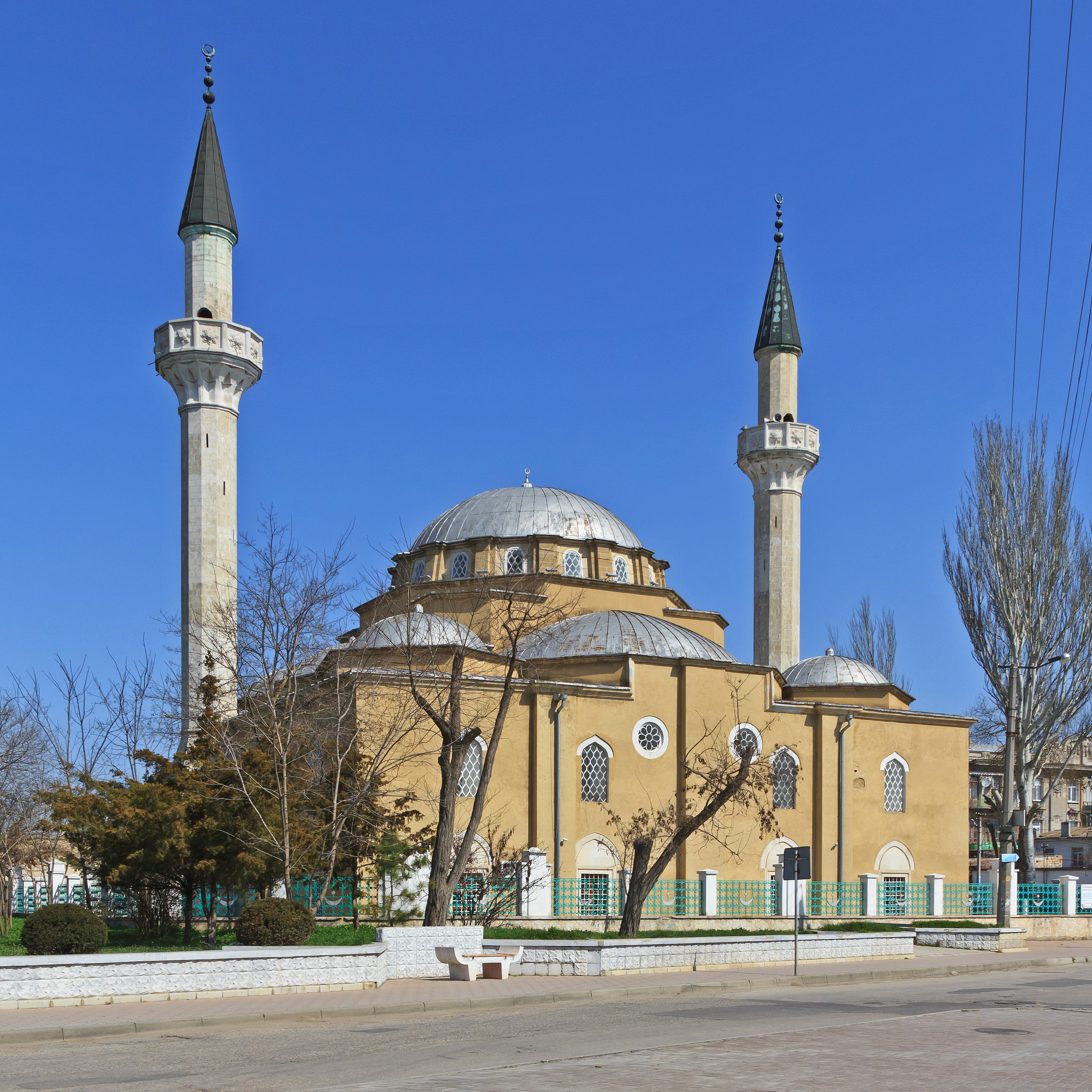
Vue arrière de la mosquée.

La mosquée Djouma-Djami (en russe : мечеть Джума-Джами), ou mosquée du Vendredi (Djouma signifie vendredi et Djami, mosquée) ou encore mosquée du khan tatar, est une mosquée située à Eupatoria, en Crimée. Elle a été fondée par le khan Devlet Ier et construite entre 1552 et 1564, peut-être selon les plans de l'architecte turc Sinan, à l'époque où la contrée était vassale de l'Empire ottoman.

## Architecture
Cette mosquée en forme de cube est la plus grande de Crimée. Ses minarets (reconstruits en 1985 à l'époque soviétique) mesurent 35 mètres de hauteur et sa coupole, 20 mètres de hauteur. Son plan carré mesure 21 mètres de côté. Elle comporte onze petites coupoles autour de la coupole centrale. Il y a quatre entrées: l'entrée principale au nord, une à l'ouest et une à l'est et à côté de cette dernière, l'ancienne entrée du khan menant à son balcon.

## Historique
La mosquée a été construite au XVIe siècle et servait au khan. Jusqu'en 1927, elle a conservé un exemplaire du Coran datant de 1414. Il se trouve aujourd'hui dans un musée de Saint-Pétersbourg. Il se trouvait aussi un manuscrit avec la liste des dix-huit khans successifs avant le rattachement de la péninsule à la Russie de la Grande Catherine. Les khans signait ce document au début de leur règne pour affirmer leur droit et leur firman donné par le Grand Turc de Constantinople. Ils avaient une loge en hauteur pour assister à la prière.
Les premières restaurations d'importance ont lieu en 1834 et en 1869. Elle est transformée en musée régional en 1927 et restaurée en partie en 1932. Dans les années d'après-guerre jusqu'en 1962, elle se trouve dans un grave état d'abandon. Ensuite plusieurs campagnes de restauration importantes se déroulent. Elle est rendue au culte sunnite en 2011. La mosquée est inscrite au registre national des monuments immeubles d'Ukraine et un site du patrimoine fédéral en Russie

## Illustrations

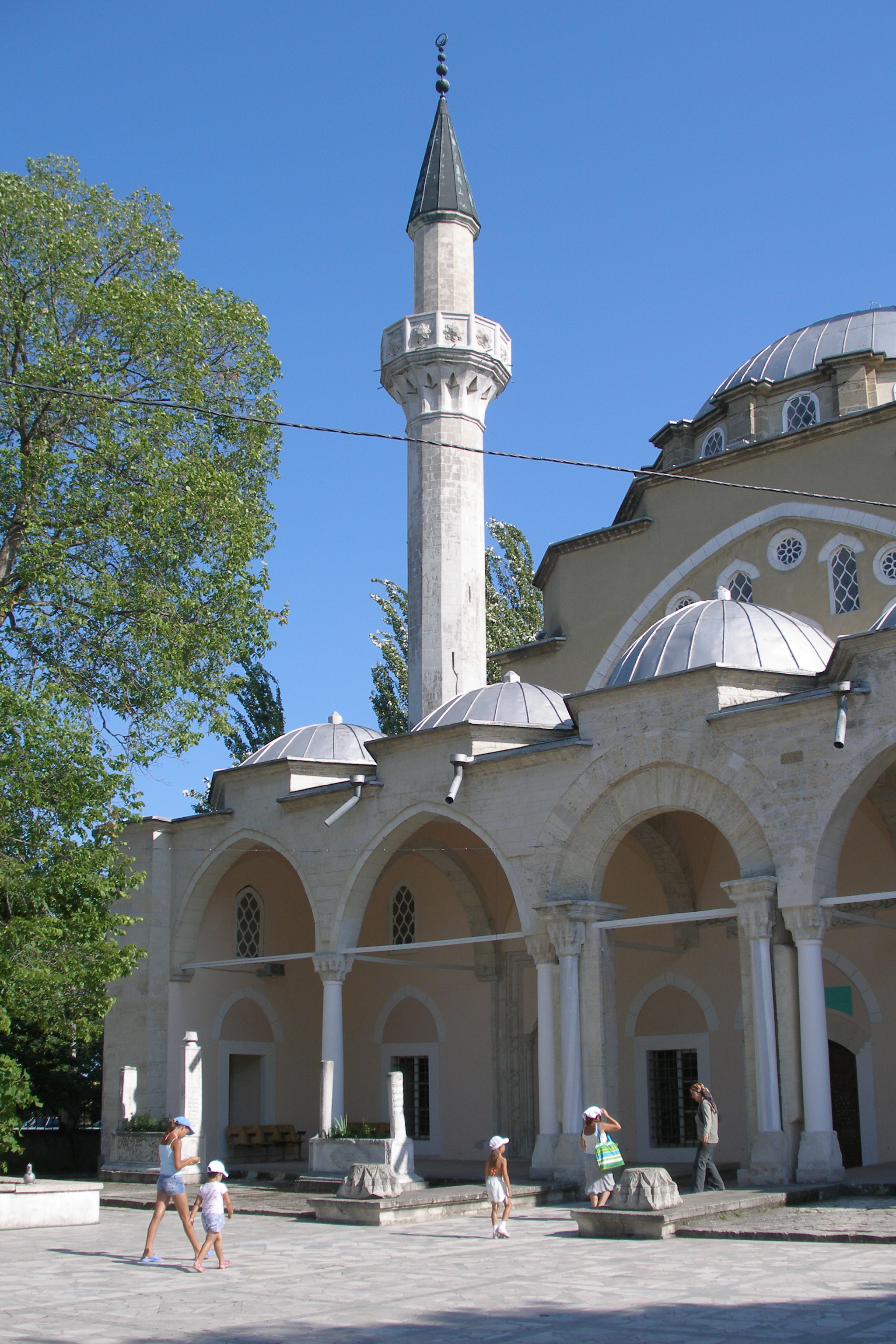
Entrée principale
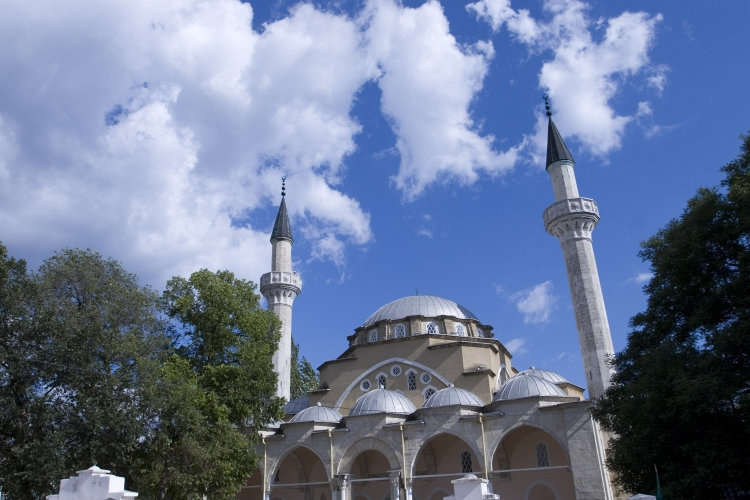
Façade et minarets
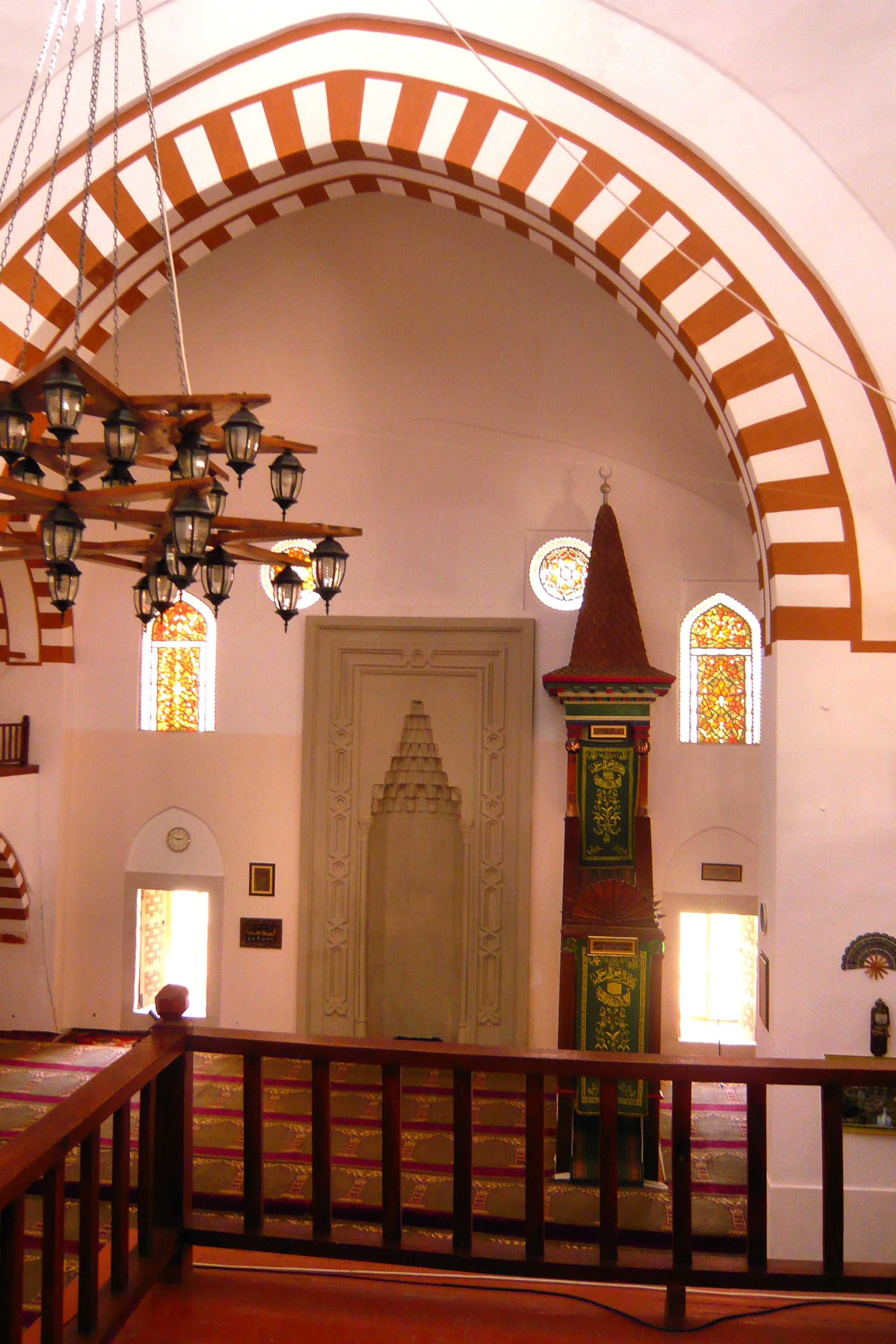
Intérieur
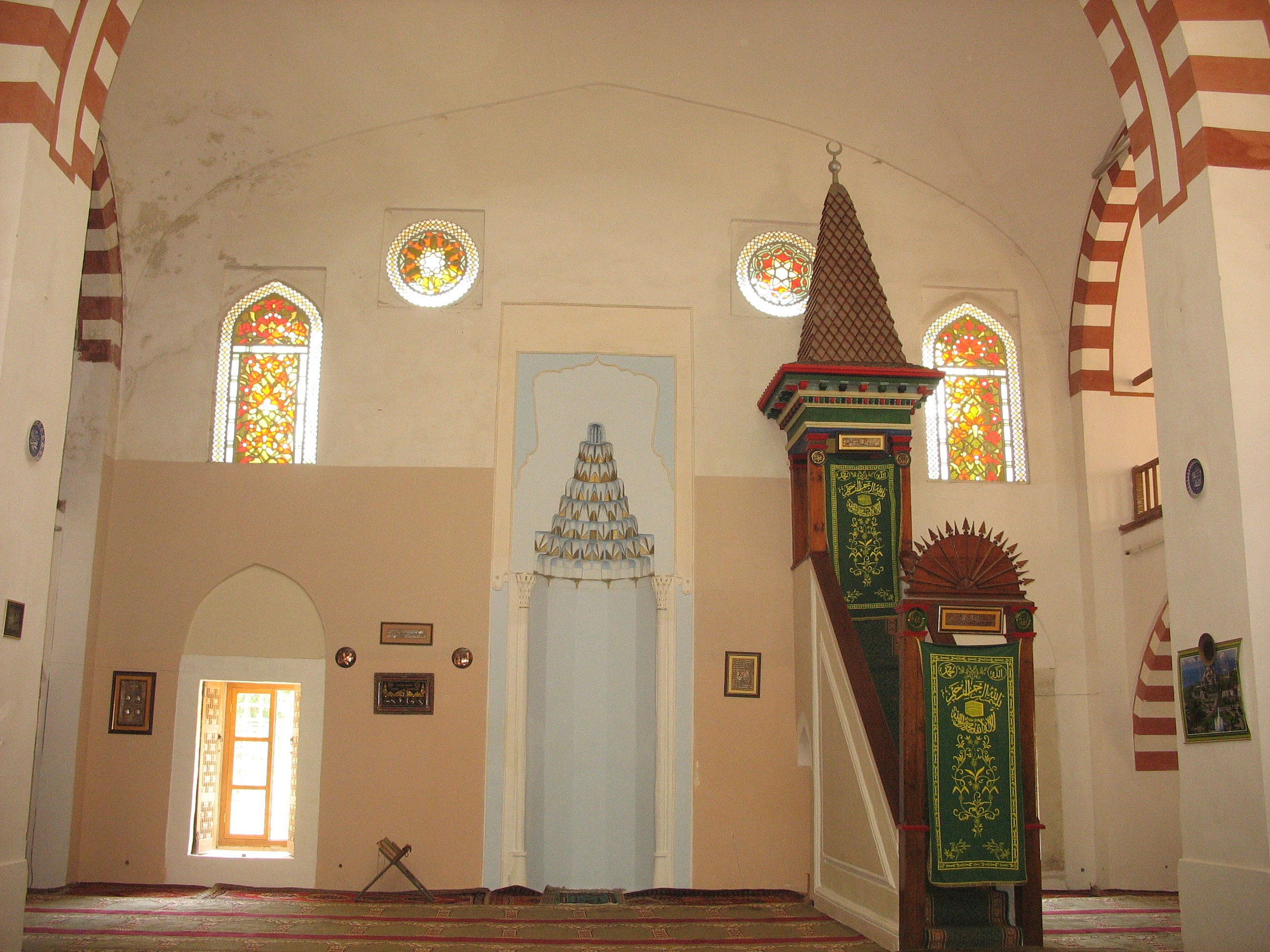
Mirhab
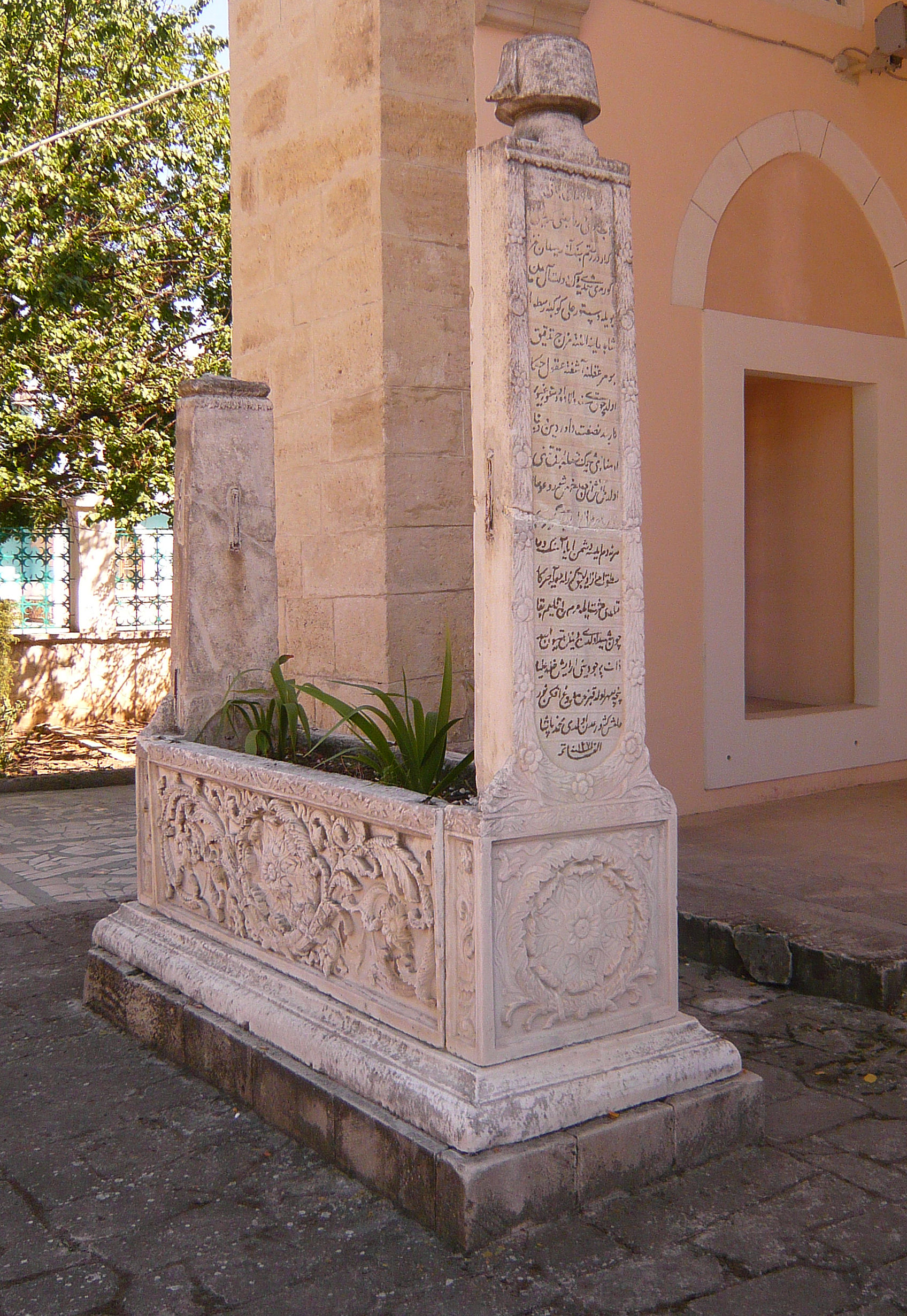
Tombe
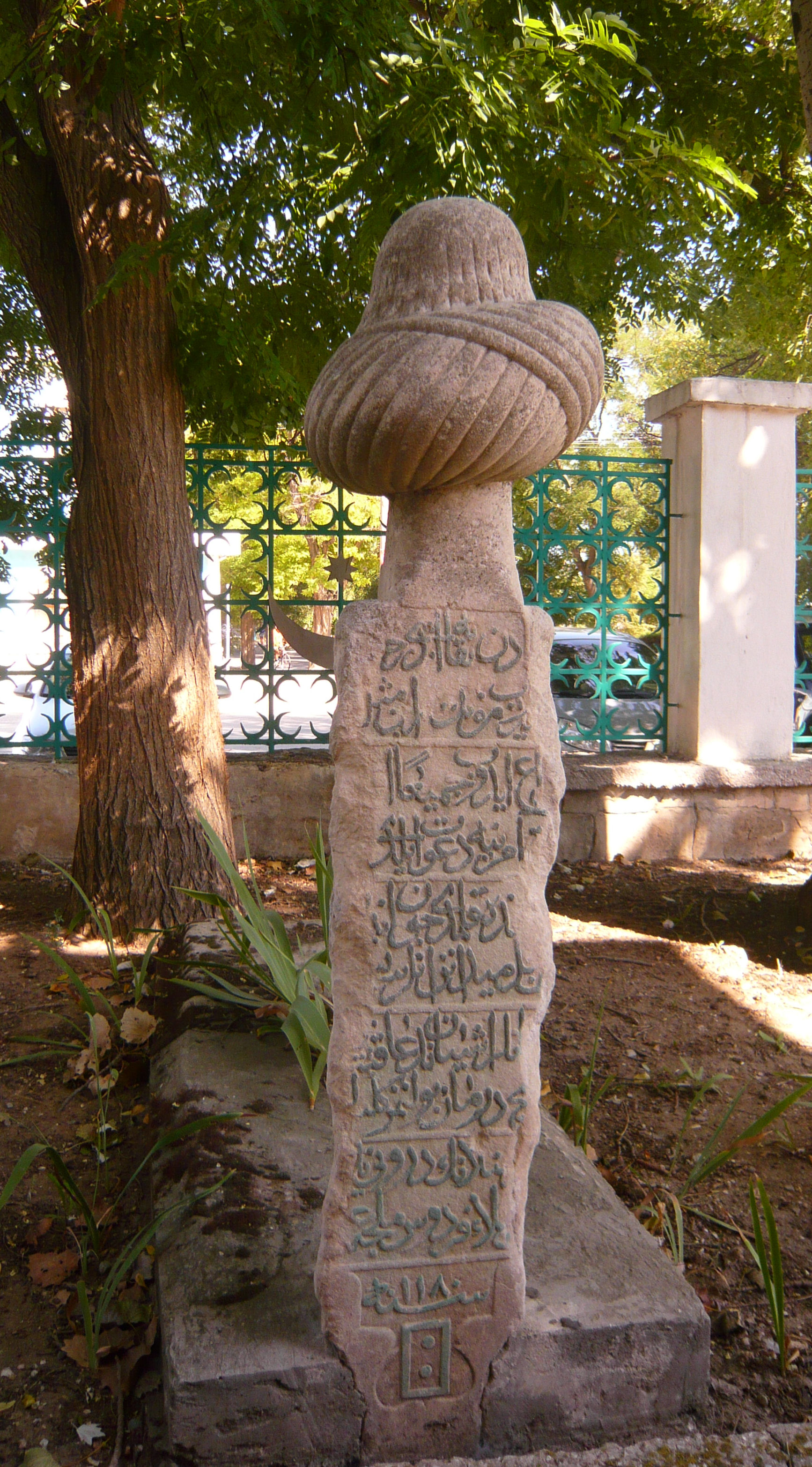
Tombe
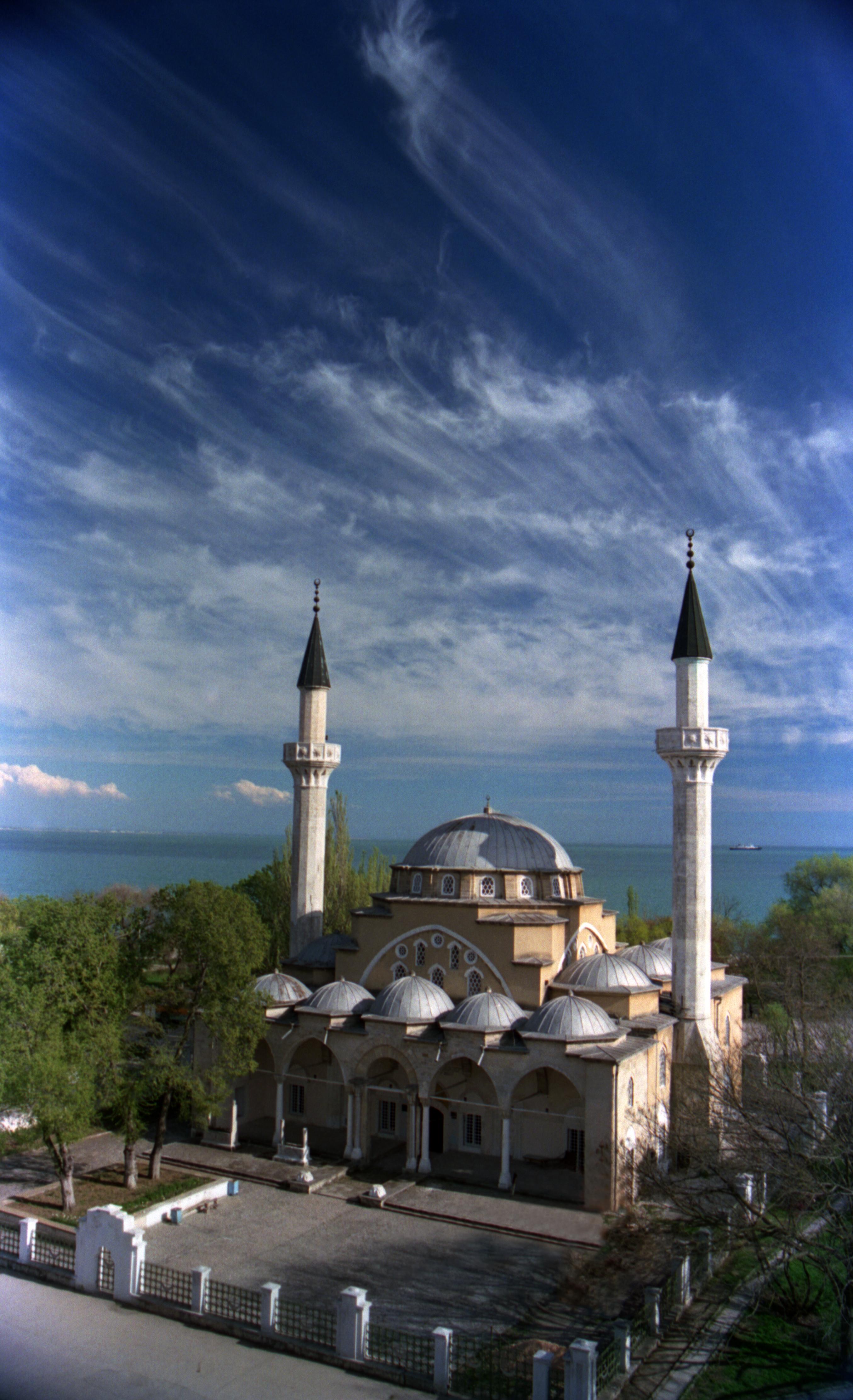
Vue générale